# Bens Móveis da Fábrica de Santo Antônio do Porto
O conjunto de Bens Móveis da Fábrica de Santo Antônio do Porto foi tombado pelo Instituto do Patrimônio Histórico e Artístico Nacional (IPHAN) em 1939 por sua importância como forma de Artes Aplicadas. O tombamento recai sobre cinco jarras de louça produzidas na antiga Fábrica de Santo Antônio do Porto, que adornam o exterior de uma residência na cidade de Cachoeira, no interior da Bahia.

## História
As peças foram produzidas na Fábrica de Louça de Santo Antônio de Vale de Piedade, em Vila Nova de Gaia, uma cidade de Portugal localizada na sub-região da Área Metropolitana do Porto, pertencendo à região do Norte e ao distrito do Porto. Foi a fábrica de louças com exportações de maior quantidade e amplitude geográfica, tendo enviado produção não só para o Brasil, mas para vários outros países como o Uruguai e a Inglaterra. Sabe-se que, no Brasil, já era comercializada em 1789, pois foi encontrada procuração para que Thomas Correia Porto fosse o representante da fábrica na cidade do Rio de Janeiro.
Os vasos, como os tombados, representaram cerca de 3% dos produtos remetidos pela Fábrica de Louça de Santo Antônio para o Brasil. O país era um dos maiores mercados da fábrica, especialmente no que se refere a elementos cerâmicos para a ornamentação do exterior de edificações. Em relação ao Estado da Bahia, a primeira remessa ocorreu em 1859.

## Tombamento
Por serem representativas de todo um período de ornamentações externas de edificações brasileiras, foram tombadas e inscritas no Livro do Tombo Artes Aplicadas em 09 de agosto de 1939, nas Inscrições de números 1 e 2.